# Liste ungarischer Exonyme für deutsche Toponyme
In dieser Liste werden Orten im deutschen Sprachraum (Städte, Flüsse, Inseln etc.) die Bezeichnungen gegenübergestellt, die im Ungarischen üblich sind. Gemeint sind hierbei Orte in Deutschland, Österreich und der Schweiz.
Historische Bezeichnungen, die im allgemeinen Gebrauch im Ungarischen nicht mehr üblich sind (wohl aber im historischen), werden betont dargestellt.

## A
- Ágosta (veraltet): Augsburg
- Alpok: Alpen
- Alsó-Ausztria: Niederösterreich
- Alsó-Bajorország: Niederbayern
- Alsó-Frankföld: Unterfranken
- Alsó-Szászország: Niedersachsen
- Ardennek: Ardennen
- Ausztria: Österreich

## B
- Bajorország: Bayern
- Bázel: Basel
- Bécs: Wien
- Bécsújhely: Wiener Neustadt
- Bodeni-tó: Bodensee
- Bréma: Bremen

## Cs
- Cseh-erdő: Böhmerwald

## D
- Dél-Németország: Süddeutschland
- Dráva: Drau
- Drezda: Dresden
- Duna: Donau

## E, É
- Elba: Elbe
- Elzász-Lotharingia: Elsass-Lothringen
- Érchegység: Erzgebirge
- Északi-tenger: Nordsee
- Észak-Németország: Norddeutschland
- Észak-Rajna-Vesztfália: Nordrhein-Westfalen

## F
- Fekete-erdő: Schwarzwald
- Felső-Ausztria: Oberösterreich
- Felső-Bajorország: Oberbayern
- Felső-Frankföld: Oberfranken
- Felsőőrvidék: Burgenland
- Felsőpulya: Oberpullendorf
- Fertő-tó: Neusiedler See
- Frankföld: Franken

## G
- Genfi-tó: Genfersee
- Göttinga: Göttingen

## K
- Karintia: Kärnten
- Kelet-Berlin: Ost-Berlin
- Keleti-tenger: Ostsee
- Kelet-Németország: Ostdeutschland
- Kelet-Poroszország: Ostpreußen
- Kismarton: Eisenstadt
- Közép-Europa: Mitteleuropa
- Közép-Frankföld: Mittelfranken
- Közép-Németország: Mitteldeutschland

## L
- Lajta: Leitha
- Lipcse: Leipzig
- Luzerni-tó: Vierwaldstättersee

## M
- Majna: Main
- Majna-Frankfurt: Frankfurt am Main
- Mecklenburg-Elő-Pomeránia: Mecklenburg-Vorpommern
- Morva: March
- Mura: Mur

## N
- NDK: DDR
- NSZK: BRD
- Német Demokratikus Köztársaság: Deutsche Demokratische Republik
- Német Szövetségi Köztársaság: Bundesrepublik Deutschland
- Németország: Deutschland
- Német-Svájc: Deutschschweiz
- Nyugat-Berlin: West-Berlin
- Nyugat-Németország: Westdeutschland

## O
- Odera: Oder
- Odera-Frankfurt: Frankfurt (Oder)

## P
- Pomeránia: Pommern
- Pomogy: Pamhagen
- Poroszország: Preußen

## R
- Rába: Raab
- Rajna: Rhein
- Rajna-vidék-Pfalz: Rheinland-Pfalz
- Rajna-vidék: Rheinland
- Ruhr-vidék: Ruhrgebiet

## S
- Saar-vidék: Saarland
- Stájerország: Steiermark
- Stíria (veraltet): Steiermark
- Svábföld: Schwaben
- Sváb hercegség: Herzogtum Schwaben
- Svájc: Schweiz

## Sz
- Szász-Anhalt: Sachsen-Anhalt
- Szászország: Sachsen
- Szász Svájc: Sächsische Schweiz
- Szilézia: Schlesien
- Szudéták: Sudeten

## T
- Türingia: Thüringen

## V
- Vesztfália: Westfalen
- Vogézek: Vogesen

## W
- Wörthi-tó: Wörthersee

## Z
- Zürichi-tó: Zürichsee